# Úředník
Úředník obecně je osoba, která pracuje v administrativě. Pracovištěm úředníka je kancelář zaměstnavatele, firmy. Úředník za svou práci pobírá zaměstnaneckou mzdu.
Historicky je známo více označení a více druhů úředníků, různě zaměřených: akcesista, kancelista, oficiál, aktuár, adjunkt, revident (úředník provádějící revize) apod. I dnes se s úředníky běžně setkáváme: účetní a fakturant, sekretář. Pojem úředník lze také úžeji chápat jako pracovníka na přepážce, jehož účelem je styk s veřejností, na rozdíl od vnitropodnikových pracovníků v administrativě obecně.
Státní úředník úžeji je osoba, která pracuje pro veřejnou správu.[zdroj?] Pracovištěm úředníka je státní úřad. Takový úředník je ve služebním poměru a pobírá plat.

## Postavení ve společnosti

### Postavení vyšších úředníků
V historii být vedoucím či vysokým státním úředníkem znamenalo velkou moc: Vysocí státní úředníci byli do značné míry sami svými pány a de facto vládci přidělené oblasti. Proto také své moci i zneužívali, a byli za to kritizováni: Například lord Acton je znám výrokem „Moc korumpuje a absolutní moc korumpuje absolutně.“ Dotčení pohlaváři si tedy časem vymohli právo na ochranu i před slovními útoky, což vyeskalovalo až k odposlechům a zátahům tajné státní policie na jedné straně, a na druhé straně k agitacím, jak je vidět na osudech K. H. Borovského, a jak satiricky popisuje Hašek ve Švejkovi.
Moc i těch nejvyšších úředníků v dnešní době bývá omezená zákony a demokratickými principy.

### Postavení nižších úředníků
Nižší státní úředníci a obecně státní zaměstnanci, i zaměstnanci státních firem jako byla Pošta nebo Dráha, si bývali vědomi, že jsou placeni z daní občanů. A také proto, že na dané oddělení bylo přiděleno jen omezené množství peněz na státní zaměstnance, snažili se zastat práci celého oddělení sami, protože přijmutím další síly by jejich plat musel poklesnout, nebo by dostali ještě i jinou další práci. Tímto přístupem si udržovali jistou společenskou prestiž. Navíc se obecně vědělo, že mají definitivu a tedy jsou doživotně zajištění, proto například mohli být vnímáni jako dobrá partie pro sňatek.[zdroj?] Na druhou stranu byla jejich jistota dlouhodobé perspektivy a definitivy vyvážena jejich platy, které byly podprůměrné, v porovnání se zaměstnanci ve fluktuujícím soukromém sektoru.[zdroj?]
Postupem času kvůli nepřetržitému nárůstu státní byrokracie počet úředníků dlouhodobě stoupá, státní zaměstnanci ztratili povědomí, kdo je živí, a i sami nižší vedoucí úředníci růst svých úřadů a oddělení podporují: S velikostí jejich úřadu totiž roste i jejich prestiž a moc – mezi ostatními státními zaměstnanci. A naopak s tím souvisí již jednoznačná degradace prestiže takových povolání v očích daňových poplatníků.
Dnešní úředník má v České republice povinnost úspěšně složit Úřednickou zkoušku.